# Adiós pampa mía (tango)
"Adiós Pampa mía" es un "tango campero" compuesto por los músicos argentino Mariano Mores y uruguayo Francisco Canaro, con letra del poeta argentino Ivo Pelay. Fue estrenado en vivo en el Teatro Alvear de Buenos Aires, el 11 de agosto de 1945 cantada por Alberto Arenas acompañado por la orquesta de Francisco Canaro, como parte de la revista musical El tango en París, dirigida por Francisco Canaro y libro de Ivo Pelay. Es uno de los diez tangos más difundidos de la historia.
La versión Canaro/Arenas fue grabada el 24 de agosto de 1945 y lanzada como disco simple por el sello Odeon (5270 A).
Poco después la canción fue grabada por la Orquesta de Francisco Lomuto con el canto de Alberto Rivera, el 24 de octubre de 1945 (RCA Victor 488425). Ese mismo año la grabó la Orquesta de Aníbal Troilo cantada por Alberto Marino (15/11/1945 RCA 60-0825), y por Libertad Lamarque acompañada por la orquesta de Alfredo Malerba (27/12/1945RCA). El 28 de enero de 1946 la graba la Orquesta de Francisco Canaro en la voz de Nelly Omar, en lo que fuera el primer disco de la cantante.

## Contexto
El momento histórico en que el tango es estrenado y lanzado en disco corresponde exactamente con la aparición del peronismo. Muchos de los músicos involucrados, como el compositor Mariano Mores y la cantante Nelly Omar, adherirán al peronismo.
El uruguayo Francisco Canaro (1888-1964) era uno de los músicos más prestigiosos en el mundo del tango, con una fama que se extendía internacionalmente. Creador de las primeras "orquestas típicas" en la década de 1920, hacía más de dos décadas que se encontraba en el primer plano, con un sentido del espectáculo y del rendimiento comercial que lo hizo muy poderoso económicamente. En esos días era una frase usual decir: «tiene más plata que Canaro».
El argentino Mariano Mores (n. 1918), conocido artísticamente en ese momento como Marianito Mores, era un músico brillante de 27 años que se había hecho conocido en 1938 por su tango "Cuartito azul" y que había sido contratado entonces por Canaro para desempeñarse como pianista de su orquesta. Para 1945 ya había compuesto otros tangos de éxito universal, como "En esta tarde gris" (1941) con Pascual Contursi y "Uno" (1943) con Enrique Santos Discépolo.
El argentino Ivo Pelay (1893-1959) era un poeta y prolífico autore teatral que venía montando espectáculos de mucho éxito popular desde la década de 1910. Había formado una sociedad muy exitosa con Canaro para montar espectáculos dramático-musicales. Es autor de las letras de otros tangos famosos entre los que se destaca "Se dice de mí"

## Antecedentes
"Adiós Pampa mía" integró el repertorio de canciones interpretadas en la revista musical El tango en París, adaptación libre de una obra de igual nombre de Enrique García Velloso, que Canaro y Pelay pusieron en escena a partir de agosto de 1945 en el Teatro Alvear de Buenos Aires. Mariano Mores ya le había mostrado la melodía de la canción a Canaro en 1940, e incluso había logrado que Homero Manzi elaborara una letra para el tema, pero en 1945, cuando estaba diseñando El tango en París, Canaro recordó aquella melodía y le pidió a Mores que la trajera para elaborar junto a Pelay un tema para agregar al espectáculo. Así surgió el tango.
En el elenco de El tango en París estaban Vignoli, Rosa Catá, Ibis Blanco, León Zárate, Oscar Villa, Cayetano Biondo, Guillermo Rico y Alberto Arenas que debutaba justamente cantando "Adiós Pampa mia". Rico cantó en ese espectáculo "Niebla" y "No llores más" junto a Vignoli. Canaro, Mores y Pelay también figuran como autores de la milonga “Serafín y Julia Paz". La obra se presentó en Buenos Aires y en el Teatro Artigas de Montevideo.
El cantante de la primera versión, Alberto Arenas, que debutó artísticamente en esa obra cantando "Adiós Pampa mía", tomó su nombre artístico del personaje que interpretaba en la revista. Su nombre verdadero era Tomás Guida.

## Autoría de la música
Mariano Mores siempre sostuvo que la música era exclusivamente de él y que en esos tiempos era habitual firmar conjuntamente por cortesía.

La música de Adiós Pampa mía la compuse yo solo. La firmamos y registramos juntos, Canaro y yo, como parte de un convenio que era común entre los autores, en esa época. Del mismo modo, firmamos juntos algún tango que en realidad había escrito solo Canaro, como Niebla, y no tuvo la suerte extraordinaria del mío. Y está claro que si Canaro viviera todavía estaría gozoso de compartir un éxito como Adiós Pampa mía, y también el dinero
Mariano Mores

## Título
El título "Adiós Pampa mía" está relacionado con la obra para la que fue escrita: El tango en París. Se trata de lo que siente el músico rioplatense que va a probar suerte en Europa. Pero el título tiene dos lectoras complementarias. La primera es referirse a la "Pampa", idea geográfica abarcativa tanto de Buenos Aires como de Uruguay, atendiendo al hecho de que Canaro era uruguayo y la obra se presentaba tanto en Argentina como en Uruguay. La segunda tiene que ver con las grandes migraciones internas que se estaban produciendo en ese momento en Argentina, desde los años 30, del campo a la ciudad y del interior hacia Buenos Aires.
En Argentina, Uruguay y otros países sudamericanos, la palabra "pampa", de origen quechua, es una palabra paradójica, ya que es muy conocida a la vez que poco usada. El periodista Martín Alzueta en un artículo titulado "Sobre la pampa en los libros (y otras artes)" se refiere con mucha suspicacia a esta dualidad del término:

En su Memoria sobre la pampa y los gauchos, Bioy Casares hizo una observación muy pertinente para traer a cuento en el comienzo de esta columna. Dice Bioy: «En la provincia de Buenos Aires no he conocido a ninguna persona medianamente allegada al campo que pronunciara el vocablo pampa, en la acepción atingente de la llanura que vemos desde el automóvil o desde la ventanilla del tren». Está claro que cualquiera de nosotros usaría el término campo, o en todo caso llanura, pero nunca la palabra pampa, que queda así restringida al mundo de los libros y a otras manifestaciones estéticas, como el cine o las letras de canciones. Sin embargo, que ese término no forme parte de nuestra conversación cotidiana no implica que no entendamos rápidamente a qué se refiere, por ejemplo, el cantor que, casi entre gemidos, nos larga su «Adiós, pampa mía...»

## El tema
El tema fue definido por Mariano Mores como un "tango campero", aludiendo al hecho de ser una "fusión de tango, pericón, estilo y firmeza", es decir tres danzas del folklore argentino. El tema está emparentado con otro tango de raíz folklórica de Mariano Mores, "Una lágrima tuya", que fusiona malambo, huella y tango.
La letra de Ivo Pelay está relatada en segunda persona. En el canto, el autor se despide de su tierra, a la que genéricamente llama "pampa". Es un despido lleno de tristeza ("al irme dejo la vida"), pero a la vez lleno de esperanza ("me voy camino a la esperanza"). Quien habla es un campesino, un gaucho pobre, nacido en una "tapera" de campo, es decir en un rancho precario. En el final el gaucho deja sentado que habrá de volver a su tierra "cuando presienta
que mi alma escapa como paloma", aludiendo a su identidad cultural y el riesgo de esas "tierras extrañas" a las que está yendo (la ciudad, Buenos Aires, Europa) lo enajenen y le hagan perder los valores propios de su identidad cultural.

## Difusión
"Adiós Pampa mía" ha sido considerado una de las diez canciones más difundidas de la historia del tango. Oscar del Priore e Irene Amuchástegui la incluyen en su libro Cien tangos fundamentales.

## Versiones

### Versión original
La versión original es la que realiza la Orquesta de Francisco Canaro (con Mariano Mores al piano), cantada por Alberto Arenas, grabada el 24 de agosto de 1945 y lanzada como disco simple por el sello Odeon (5270 A). Esta versión se encuentra con facilidad en YouTube.
Esta versión, como era habitual en las versiones orquestales de la Edad de Oro del Tango, dedica el primer tercio de la canción al desarrollo instrumental del tema, con una fuerte marcación del compás por los bandoneones y la interpretación de la melodía también por parte de los bandoneones a dos voces, acompañados de las cuerdas y el piano. La voz de Alberto Arenas era una voz potente de barítono. El éxito del tema significó su consagración como cantor.

### Otras versiones

#### Por los autores
Se trata de uno de los tangos más versionados de la historia. El 28 de enero de 1946 la graba la Orquesta de Francisco Canaro en la voz de Nelly Omar, en lo que fuera el primer disco de la cantante.
Mariano Mores realiza su primera versión propia en 1954 cuando realiza su primer álbum, Un argentino en París, un disco muy difícil de hallar. Esta versión está cantada por Carlos Acuña y cuenta con arreglos orquestales que incluyen gran variedad de timbres, como trompetas con sordina, flautas y maderas. Fiel a su estilo de tango sinfónico, desarrollará varias versiones de gran complejidad lírico-orquestal, como la incluida en Ok Míster Tango.

#### Argentinas y uruguayas
Poco después la canción fue grabada por la Orquesta de Francisco Lomuto con el canto de Alberto Rivera, el 24 de octubre de 1945 (RCA Victor 488425). Ese mismo año la grabó la Orquesta de Aníbal Troilo cantada por Alberto Marino (15/11/1945 RCA 60-0825), y por Libertad Lamarque acompañada por la orquesta de Alfredo Malerba (27/12/1945RCA).
Otras versiones destacadas son las de Hugo del Carril, Los Cinco Latinos, Electrotango, Virginia Luque, Alberto Castillo, entre muchos otros.

#### Internacionales
Entre las versiones internacionales sobresale la grabada por el español Julio Iglesias en 1996 para su álbum Tangos, que llegó al primer lugar el Billboard latino. También es importante la versión del mexicano Jorge Negrete, la de la italiana Gigliola Cinquetti con el Trío Los Panchos, la del pianista francés Richard Clayderman, la cantante italiana Milva (1969), la orquesta del francés Raymond Legrand cantando Tino Rossi, la del inglés Stanley Black, entre muchos otros.
Una curiosidad en cuánto a versiones es la que refiere Elis Regina diciendo que "Adiós Pampa mía" fue su primera canción cuando era una niña de cuatro años.